# Rhytidodus
Rhytidodus — род цикадок из отряда Полужесткокрылых.

## Описание
Голова и постклипеус широкие, лицо в серебристом опушении. Поверхность темени, переднеспинка грубо-поперечно бороздчатые. Для СССР указывалось около 20 видов. 
- Rhytidodus melanthes Anunfr.